# Ликъртова скала
Ликъртова скала (на английски: Likert scale) е психометрична ск̀ала, обичайно използвана при изследвания, използващи въпросници (анкети). Това е един от най-широко използваните подходи за степенуване на отговорите при проучвания, до степен терминът „ликъртова скала“ да се използва взаимозаменяемо със „скала за оценяване“, въпреки че двете понятия не са синонимни. Скалата е наречена по името на създателя си Рензис Ликърт (/ˈlɪk.ərt/).
За разлика от въпросите, изискващи еднозначен отговор да/не, въпросите с ликъртова скала дават възможност да бъде събрана по-прецизна и по-лична информация от респондентите, а именно – различни степени на отношение и мнение, на съгласие или несъгласие с формулирания въпрос, използвайки симетрична скала, която регистрира различния интензитет на отношението на анкетираните към въпроса. При това ликъртовата скала предполага разстоянията между отделните възможни степени на отговорите да са еднакви, т.е. балансирани.
Ликъртовата скала намира добро приложение при въпроси, които събират информация за съгласие с определени твърдения (от „напълно несъгласен“ до „напълно съгласен“), за регистриране на личните възприятия относно вероятността за настъпване на определени събития (от „невероятно“ до „напълно вероятно“), за удовлетвореност, оценка и др.

## Добри практики при съставяне на ликъртови скали
Въпросът представлява твърдение, което респондентът следва да оцени като посочи количествена оценка, изразяваща степента на съгласието или несъгласието му с твърдението. Добре проектираните въпроси с ликъртова скала са едновременно „симетрични“ и „балансирани“.
- Симетрията означава, че те съдържат равен брой положителни и отрицателни възможни отговори, чиито съответни отстояния са симетрични относно „неутралния“ („нулевия“) отговор, без значение дали той е представен или не като възможен за избиране отговор.
- Балансът означава, че разстоянията между отделните възможни отговори са еднакви, което прави валидни количествените сравнения между тях и прилагането на операции като намиране на средни стойности.

Често се използват скали с по пет възможни отговора, но много анализатори защитават употребата на скали с по седем или дори девет степени.
|  | Тази страница частично или изцяло представлява превод на страницата Likert scale в Уикипедия на английски. Оригиналният текст, както и този превод, са защитени от Лиценза „Криейтив Комънс – Признание – Споделяне на споделеното“, а за съдържание, създадено преди юни 2009 година – от Лиценза за свободна документация на ГНУ. Прегледайте историята на редакциите на оригиналната страница, както и на преводната страница, за да видите списъка на съавторите. ВАЖНО: Този шаблон се отнася единствено до авторските права върху съдържанието на статията. Добавянето му не отменя изискването да се посочват конкретни източници на твърденията, които да бъдат благонадеждни. |